# ナイト・バーズ
| 専門評論家によるレビュー | 専門評論家によるレビュー |
| レビュー・スコア         | レビュー・スコア         |
| 出典                     | 評価                     |
| ------------------------ | ------------------------ |
| AllMusic                 | [ 1 ]                    |

『ナイト・バーズ』 (Night Birds） は、1982年にポリドール・レーベルからリリースされた、イングランドのジャズ・ファンク・バンド、シャカタクの2枚目のアルバム。

## 概要
『ナイト・バーズ』 は、シャカタクのトレードマークとなったジャズ・ファンクのサウンドが確立されたアルバムであり、バンドにとって最大のヒット作となった2曲、すなわち「イージアー・セッド・ザン・ダン (Easier Said than Done)」と「ナイト・バーズ (Night Birds)」が収録されており、前者は1981年にチャートの12位に、後者は翌1982年に9位に達した。

## トラックリスト
- 特記のない曲は、いずれもウィリアム・"ビル"・シャープ（英語版）とロジャー・オデル （英語版）の作である。

Side 1:
1. ナイト・バーズ / Night Birds – 6:25
2. ストリートウォーキン / Streetwalkin' – 5:30
3. リオ・ナイツ / Rio Nights – 5:18
4. フライ・ザ・ウインド / Fly the Wind – 4:20

Side 2:
1. イージアー・セッド・ザン・ダン / Easier Said Than Done – 6:10
2. ビッチ・トゥ・ザ・ボーイズ / Bitch to the Boys – 6:28
3. ライト・オン・マイ・ライフ / Light on My Life – 4:48
4. テイキン・オフ / Takin' Off (ウィリアム・"ビル"・シャープ) – 5:08

- プロデューサー：ナイジェル・ライト（英語版）

## チャート
| チャート (1982/83年)                                  | 最高位 |
| ----------------------------------------------------- | ------ |
| オーストラリア (ケント・ミュージック・レポート)       | 52     |
| ニュージーランド (ニュージーランド・レコード産業協会) | 35     |
| イギリス (オフィシャル・チャート・カンパニー)         | 4      |

## パーソネル
- ビル・シャープ – ベーゼンドルファー・グランドピアノ、フェンダー・ローズ電気ピアノ、オーバーハイム・OB-X（英語版）・シンセサイザー、アープ・　オデッセイ（英語版）、プロフェット10・シンセサイザー
- ナイジェル・ライト – フェンダー・ ローズ電気ピアノ、 オーバーハイムOB-X、 プロフェット10・シンセサイザー、トロンボーン、ブラス・アレンジ
- キース・ウィンター (Keith Winter) – ヤマハ・SG2000、ギブソン・ES-345（英語版）　エレクトリック・ギター、オベーション・アコースティック・ギター、メサ・ブギー（英語版）・アンプ、 カスタム・ペダル・ボード (Custom Pedal Board)
- ジョージ・アンダーソン（英語版） – ミュージックマン・スティングレイ、G&L2000E・エレクトリック・ベース
- ロジャー・オデル – ソナー・ドラムス、アヴェディス・ジルジャン・シンバル
- ジル・セイワード（英語版） – ボーカル
- ジャッキー・ロウ（英語版） – ボーカル（「ストリートウォーキン」におけるリード・ボーカルを含む）

追加パーソネル
- ローナ・バノン (Lorna Bannon) – 「ライト・オン・マイ・ライフ」におけるリード・ボーカル
- サイモン・モートン (Simon Morton) – 「リオ・ナイツ」におけるパーカッション、ポルトガル語翻訳、ボーカル
- スチュアート・ブルックス (Stuart Brooks) – トランペット
- ディック・モリッシー（英語版） – 「ストリートウォーキン」と「ライト・オン・マイ・ライフ」におけるサクソフォーン・ソロ（ベガーズ・バンケットの好意による）